# Сузана
Сузана је женско библијско име (Шошана) и има значење лотосов цвет. Први пут је обележено у 11. династији или 2000. година пре нове ере. Персијско име за љиљан је Саусан (Sausan), а и на хибру језику је веома слично, али их не треба мешати. 

## Имендани у Мађарској
- 19. фебруар.
- 11. август.
- 20. септембар.

## Варијације у различитим језицима
- Жужана (мађ: Zsuzsanna)
- Жанка (мађ: Zsanka),
- Жана (мађ: Zsanna),
- Susan, Susannah, Suzanna, Susanne, Susette, Suzette, Sue (енглески)
- Sjuzanna, Susanna, Zulisja (белоруски)
- Suzana, Suza, Suzanka, Suska (бугарски)
- Zuzana (чешки)
- Susanne (дански)
- Sanna, Sanni, Susanna (фински)
- Suzanne (француски)
- Susana (шпански)
- Susanna, Suze, Susanne (холандски)
- Zuzana, Zuzana, Zuzane, Zuze, Zuze, Zune (литвански)
- Suzana, Suza (македонски)
- Susanna, Susanne (немачки)
- Susanna, Susane, Susen (норвешки)
- Susana, Susanna (португалски)
- Sjuzanna, Susanna (руски)
- Suzana, Sosana (румунски)
- Suzana (хрватски)
- Zuzana, Zuza (словачки)
- Suzana (словеначки)
- Susanna, Susanne (шведски)
- Susanna (украјински)

## Надимци
- Су (Sue)
- Сузика (Susukie)
- Сузи−кју (Susie-Q)
- Сузи (Suzie)
- Суза
- Жушка (мађ: Zsuzska).
- Сана (мађ: Szanna),